# Mohammad Asif
 Der er for få eller ingen kildehenvisninger i denne artikel, hvilket er et problem. Du kan hjælpe ved at angive troværdige kilder til de påstande, som fremføres i artiklen.

Mohammad Asif (Urdu: محمد آصف født 20. december 1982 i Sheikhupura, Pakistan) er en pakistansk cricketspiller. I 2006 blev han testet positiv for nandrolon, men blev senere frikendt.